# Никола Христов (генерал-майор)
Вижте пояснителната страница за други личности с името Никола Христов.
Никола Рангелов Христов е български офицер, генерал-майор, командир на дружина от 14-и пехотен македонски полк през Балканската (1912 – 1913) и Междусъюзническата война (1913), командир на 11-и пехотен сливенски полк (1915 – 1918) и командир на 2-ра бригада от 2-ра пехотна тракийска дивизия (1918) през Първата световна война (1915 – 1918).

## Биография
Никола Христов е роден на 12 март 1869 г. в с. Перущица, Пловдивско. На 4 септември 1883 г. постъпва на военна служба. На 6 ноември 1887 завършва Военното на Негово Княжеско Височество училище, а на 14 февруари 1888 е произведен в чин подпоручик и зачислен на служба в 21-ви пехотен средногорски полк. На 2 август 1891 г. е произведен в чин поручик, а през 1898 г. – в чин капитан. Като капитан служи като старши адютант на 2-ра бригада от 2-ра пехотна тракийска дивизия. През 1900 г. служи като командир на рота от 19-и пехотен шуменски полк, на която служба е до 1905 година. През 1905 г. е назначен за командир на дружина от 14-и пехотен македонски полк, на 3 ноември 1908 г. е произведен в чин майор, а през 1911 г. е председател на домакинската комисия в същия полк.
По време на Балканската (1912 – 1913) и Междусъюзническата война (1913) майор Христов командва дружина от 14-и пехотен македонски полк, като на 18 май 1913 г. е произведен в чин подполковник. През януари 1915 г. е назначен за помощник-командир 11-и пехотен сливенски полк.
По време на Първата световна война (1915 – 1918) подполковник Никола Христов поема командването на 11-и пехотен сливенски полк, на която длъжност е до 15 юли 1918 г., когато е назначен за командир на 2-ра бригада от 2-ра пехотна тракийска дивизия. Междувременно на 30 май 1916 е произведен в чин полковник. „За бойни отличия през войната“ като командир на 11-и пехотен сливенски полк е награден с Военен орден „За храброст“, III степен, 2 клас (заповед №679 от 1917 г. по Действащата армия) и с Орден „Св. Александър“, IV степен, с мечове в средата (заповед № 355 от 1921 г. по Министерството на войната).
Уволнен е от служба на 27 октомври 1919 година. На 31 декември 1935 г. е произведен в чин запасни генерал-майор. Умира на 18 юни 1946 в Сливен.
Генерал-майор Никола Христов е женен и има 4 деца.

## Военни звания
- Подпоручик (14 февруари 1888)
- Поручик (2 август 1891)
- Капитан (1898)
- Майор (3 ноември 1908)
- Подполковник (18 май 1913)
- Полковник (30 май 1916)
- запасен Генерал-майор (31 декември 1935)

## Образование
- Военно на Негово Княжеско Височество училище (до 1888)

## Награди
- Орден „Св. Александър“, VI степен с корона
- Медал За бракосъчетанието на княз Фердинанд I с княгиня Мария Луиза сребърен без корона (1893)
- Знак „За 20 години отлична служба“ (1907)
- Кръст за независимостта на България 1908 (1909)
- Военен орден „За храброст“, IV степен, 2 клас
- Военен орден „За храброст“, IV степен, 1 клас
- Медал за участие в Балканските войни (1912-1913)
- Военен орден „За храброст“, III степен, 2 клас (1917)
- Медал за участие в Европейската война (1915-1918)
- Орден „Св. Александър“, IV степен, с мечове в средата (1921)
- Орден „За заслуга“ на обикновена лента